# Граветијен
Граветијен је индустрија каменог оруђа и култура млађег палеолита, која се везује за хомо сапијенс сапијенса. Назив је добила по Ла Гравету у Дордоњи. Датује се у период од пре око 28.000. године до пре око 22.000 година. 
Карактеристична артефакта ове културе су мала сечива и шиљци, коришћени углавном за лов на крупну дивљач, попут бизона, ирваса, мамута. Такође су карактеристичне фигурине венера од камена, слоноваче, глине... Чувени локалитет је Вилендорф у Аустрији где је пронађена Вилендорфска Венера.
Претпоставља се да је јединство културе разбијено око 15 000. године п. н. е. Током позног глацијала сва подручја на подручјима греветијена образују се локалне културе. Тако се формира тардеграветијен (медитерански граветијен), средњоевропски граветијен који је под утицајем магдаленијенске културе, а само североисточни део Карпатског басена је источноевропски граветијен. 